# 風にうたえば (曲)
「風にうたえば」（かぜにうたえば）は、日本のシンガーソングライターである尾崎豊の16枚目のシングル。
1999年2月24日にポリドール・レコードからリリースされた。作詞・作曲は尾崎が行い、前作「もうおまえしか見えない」（1996年）からおよそ3年ぶりにリリースされた。未発表曲集アレンジ集『風にうたえば』（1999年）からの先行シングルとなっている。
元々は尾崎がデビュー以前に宅録でカセットテープに残していた音源であり、アルバム『4.25 REQUIEM』（1995年）にて未発表曲として初めてリリースされた。シングル盤およびアルバム『風にうたえば』では尾崎のボーカル部分を抽出し、服部克久によるオーケストラアレンジが施されている。本作はその後も様々なアルバムに収録されているが、アルバムによっては「果てしない旅」というタイトル表記になっており、同一曲だが2種類のタイトルが存在している。
このCDを含め、既存音源発売版権を持つソニーミュージックレコーズ以外のレーベルで発売された未発表音源集については、ファンクラブ「Edge Of Street」やアイソトープからは、著作者の意思に反するものということで「公式」の音源とは認定していない。オリコンチャートでは最高位46位となった。

## 音楽性とタイトル
シングル盤にはアルバム『風にうたえば』と同じく、アマチュア時代に尾崎が宅録したカセットテープからボーカル部分のみを抽出し、服部克久によるオーケストラアレンジが施されたバージョンが収録されている。フォークソング調のロードミュージックタイプの曲であり、主人公が母親に置き手紙を残して家出し、何かを探し出すためにあてのない旅に出るという内容になっている。
本作はもともとアルバム『4.25 REQUIEM』（1995年）に収録された未発表音源であったが、その後の未発表音源集『無題』（1996年）や『Before the Seventeen's Map』（1997年）には収録されておらず、アルバム『7th Memorial 虹』（1998年）、『14才の地図』（1998年）に「果てしない旅」というタイトルで収録され、シングル盤では再び「風にうたえば」というタイトルでのリリースとなっている。
その後もアルバムによっては「風にうたえば」と「果てしない旅」のどちらかのタイトルが使用されており、同じ曲でありながらタイトルが2種類ある状態となっている。本作は当時中学生だった尾崎が「ASAKADAN」というバンドに所属していたときに作られたものであり、その際には「風の旅」というタイトルであった。尾崎が生前書き留めたノートの記述をまとめた書籍『NOTES 僕を知らない僕 1981-1992』では、「風に歌って」というタイトルの詩が掲載されており、本作の始まりの歌詞が使用されている。

## メディアでの使用
映画『大阪物語』（1999年）の主題歌として使用された。アルバム『風にうたえば』では映画で使用されたバージョンも収録されている。
映画主題歌として使用された経緯は、同映画の監督である市川準が尾崎の曲を使用したいと所属事務所に対して直接交渉した事により実現した。劇中ではヒロイン役の池脇千鶴が父である沢田研二を探すシーン、および父と愛人の間に生まれた赤子を抱くラストシーンにて使用された。

## シングル収録曲
| 全作詞・作曲: 尾崎豊、全編曲: 服部克久。 |                  |        |            |      |
| #                                        | タイトル         | 作詞   | 作曲・編曲 | 時間 |
| 1.                                       | 「風にうたえば」 | 尾崎豊 | 尾崎豊     | 6:27 |
| 2.                                       | 「秋風」         | 尾崎豊 | 尾崎豊     | 6:07 |
| 合計時間:                                | 合計時間:        | 12:34  |            |      |

## リリース履歴
| No. | 日付          | レーベル             | 規格      | 規格品番  | 最高順位 | 備考 |
| --- | ------------- | -------------------- | --------- | --------- | -------- | ---- |
| 1   | 1999年2月24日 | ポリドール・レコード | 8センチCD | PODH-1461 | 46位     |      |

## 収録アルバム
- 「風にうたえば」
  - 『4.25 REQUIEM』（1995年） - デモテープバージョンを収録。
  - 『7th Memorial 虹』（1998年） - 「果てしない旅」として収録。
  - 『14才の地図』（1998年） - 「果てしない旅」として収録。
  - 『風にうたえば』（1999年） - 服部克久によるオーケストラアレンジバージョンを収録。
  - 『jewel -Vocal Version-』（2001年） - バンドサウンドアレンジバージョンを収録。
  - 『SEPIA』（2002年） - 西本明によるアレンジバージョンを収録。「果てしない旅」として収録。
- 「秋風」
  - 『無題』（1996年） - デモテープバージョンを収録。
  - 『Before the Seventeen's Map』（1997年） - 服部克久によるオーケストラアレンジバージョンを収録。
  - 『風にうたえば』（1999年） - 服部克久によるオーケストラアレンジバージョンを収録。
  - 『jewel -Vocal Version-』（2001年） - バンドサウンドアレンジバージョンを収録。
  - 『SEPIA』（2002年） - 西本明によるアレンジバージョンを収録。